# Caproni Ca.5
Il Caproni Ca.5 fu il quinto aeroplano progettato e costruito dal pioniere dell'aviazione trentino Gianni Caproni. Si trattava di un biplano con un singolo motore traente e impennaggi in coda; era privo della fusoliera, in luogo della quale si trovavano due tubi metallici (collegati da alcuni montanti verticali) i quali formavano la trave di coda che sosteneva gli impennaggi. Compì alcuni voli di prova nella prima metà del 1911.

## Storia del progetto

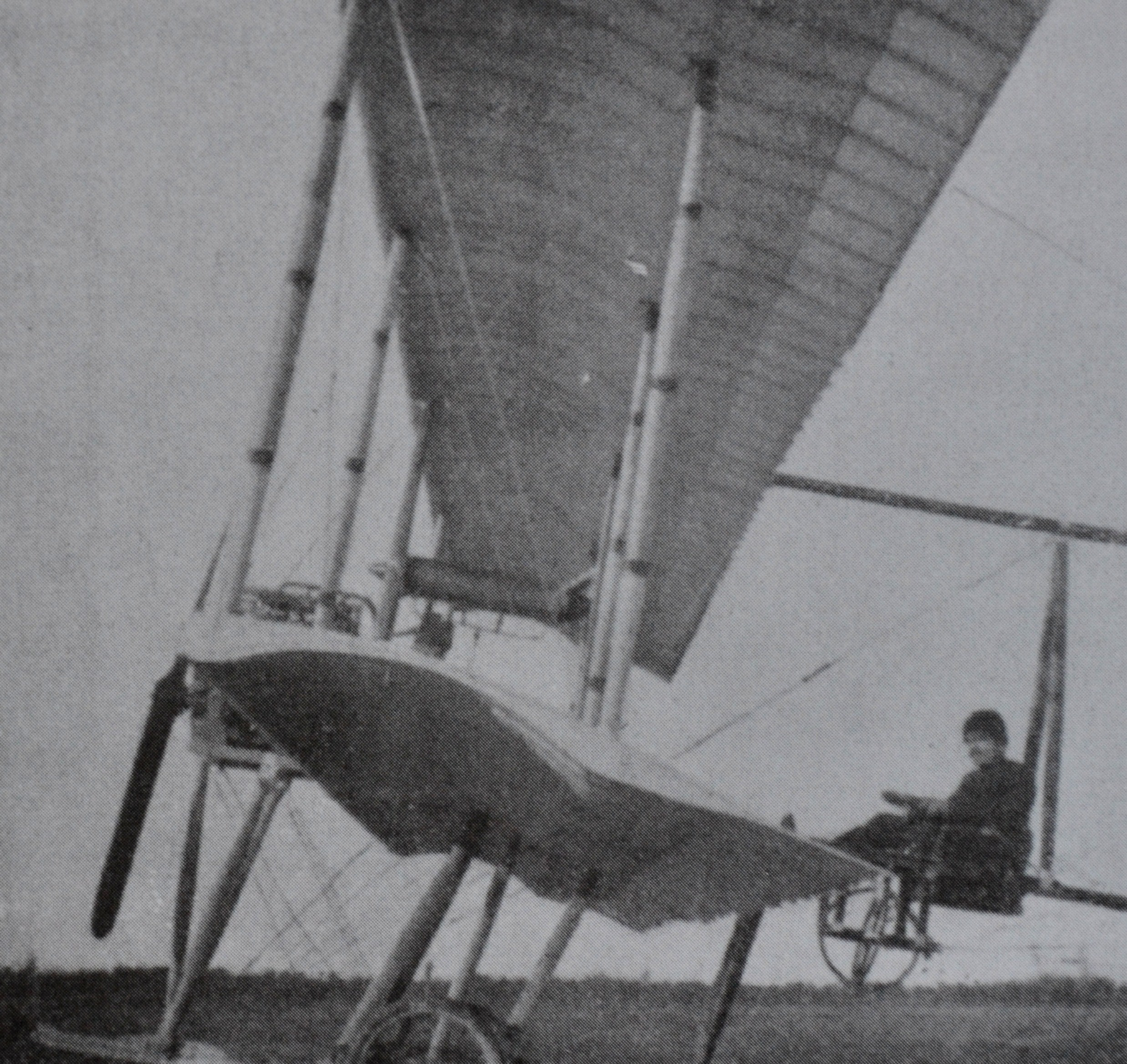
Vista laterale del Caproni Ca.5; si noti il profilo alare a doppia curvatura, il motore e l'elica in posizione traente, il peculiare sistema con cui i comandi del pilota venivano trasmessi alle superfici di controllo.

Il Caproni Ca.5 faceva parte della serie di aeroplani sperimentali che Gianni Caproni progettò, costruì e sperimentò in Lombardia tra il 1910 e il 1911. La sua costruzione fu successiva all'incontro di Caproni con l'ingegner Agostino De Agostini (incontro che aveva dato vita alla società "Ingg. De Agostini & Caproni Aviazione") e al trasferimento delle officine a Vizzola Ticino (dove era già presente un hangar e un piccolo campo di volo appartenenti al pilota Gherardo Baragiola, proprietario di un monoplano Blériot XI).

## Tecnica
Il Ca.5 era complessivamente simile al suo predecessore Ca.4, del quale conservava la configurazione complessiva e il caratteristico profilo alare a doppia curvatura. Rispetto al modello che l'aveva preceduto, tuttavia, presentava almeno due differenze significative: le ali erano dotate di un sistema di svergolamento alare per il controllo del rollio in luogo degli alettoni dei modelli precedenti; inoltre, l'aumento della carreggiata del carrello d'atterraggio consentì di eliminare le due ruote stabilizzatrici, collocate sotto le estremità alari, che avevano caratterizzato il Ca.4.

## Impiego operativo
Il velivolo venne provato in volo nei primi mesi del 1911, ai comandi di Baragiola e dello stesso Caproni; tali prove però diedero risultati deludenti, soprattutto perché il profilo alare a doppia curvatura si rivelò molto meno efficiente del previsto.